# 傑拉德·鄧普勒
杰拉德·沃尔特·罗伯特·鄧普勒爵士（英語：Sir Gerald Walter Robert Templer；1898年9月11日—1979年10月25日），英国陆军元帅，先后参加过两次世界大战，1952年因为镇压马来亚共产党游击队而登上了《时代》封面。

## 生平
1898年，出生于埃塞克斯郡科尔切斯特。
1915年，进入桑德赫斯特皇家军事学院。
1916年，参加第一次世界大战。
1938年，任职于陆军部情报部。
1939年，第二次世界大战爆发后赴法国作战。
1940年，先后任第一师第一旅旅长、第47师师长，第2军军长。
1943年，率领第56步兵师在意大利作战。
1944年，因受伤，在蒙哥马利的第21集团军群司令部制定作战计划。
1946年，任陆军部和帝国总参谋部军事情报处处长，副总参谋长。
1951年10月6日馬來亞最高專員亨利·葛尼爵士（Sir Henry Gurney）于彭亨任上遭马共游擊隊刺殺身亡，轰动了英國政壇。1952年1月22日，英國首相溫斯頓·丘吉爾（Winston Churchill）任命了坦普尔為最高專員，並且處理馬來亞緊急狀態。到馬來亞上任的坦普尔與馬來亞國防部長羅伯特·湯普森（Robert Thompson）緊密合作，對馬共游擊隊展開對抗鎮壓。
1955年，任帝国总参谋长。
1956年，授元帅衔。
1979年，去世。